# War
War é um jogo de tabuleiro de guerra e estratégia, lançado no Brasil pela empresa Grow em 1972, baseado no jogo americano "Risco" (do inglês: "Risk" de Albert Lamorisse).
O jogo ocupa a 13 381ª posição no ranking do Board Game Geek, o site especializado em jogos de tabuleiro.

## Origem
O jogo "La Conquête du Monde" ("A Conquista do Mundo") foi criado na França em 1957, e popularizado após a norte-americana Parker Brothers lançá-lo com o nome de Risk dois anos depois. No princípio da década de 1970, o paulistano Gerald Reiss conheceu o Risk na Europa, e sugeriu a seus colegas da Escola Politécnica de São Paulo a criação de uma versão, visto que no Brasil não existiam jogos do tipo. Assim, Então em 1972, criaram e o batizaram com nome "War", ocorrendo a divulgação e distribuição no modo "porta a porta" nas lojas de brinquedos. A tiragem inicial se esgotou rapidamente. Com o dinheiro arrecadado, no mesmo ano fundaram a empresa Grow.
Com a decisão da Hasbro de participar diretamente do mercado brasileiro. Um acordo com a Grow permitiu que ambas as empresas lançassem jogos parecidos: O War continuou sendo fabricado pela Grow, enquanto a Hasbro lançou o Risco (Risk). Desde 1972, mais de 12 milhões de dados foram fabricados pela Grow para o jogo.

## Componentes do jogo
O jogo é composto por:
- Um tabuleiro com um mapa contendo 6 territórios.

- 6 conjuntos de peças de cores diferentes (exércitos dos jogadores). O valor de cada peça é:
  - 1 ficha pequena = 1 exército
  - 1 ficha grande = 10 exércitos

- 6 caixas plásticas que são usadas individualmente.
- 14 cartas especiais: cartas de missões secretas
- 44 cartas de jogo, sendo:
  - 42 representando cada um território combinado com uma figura geométrica (quadrado, triângulo e círculo);
  - 2 coringas (contendo as 3 figuras geométricas).

- 6 dados, sendo:
  - 3 vermelhos usados para os ataques
  - 3 amarelos usados para as defesas

## Jogabilidade
Um jogo de estratégia baseado em missões, criado para ser disputado por três a seis jogadores.

### Regras
O jogo é disputado em um mapa do mundo dividido em 6 regiões (Europa, Ásia, África, América do Norte, América do Sul e Oceania). Cada jogador recebe uma carta com uma determinado missão e, ganha quem a completar primeiro.
É disputado em rodadas conforme os números dos dados, nas quais os participantes colocam exércitos (as peças menores) e atacam outros oponentes. Uma partida pode durar várias horas, com disputas, regidas pela estratégia dos jogadores e pela sorte lançada nos dados.
Cada participante pode atacar partindo de um ou vários territórios, conforme a estratégia pessoal. Se ele quiser atacar de mais de um território, ele deve indicar antes território de onde partirá o ataque e contra qual território será feito. Após finalizado o primeiro ataque, poderá iniciar outro a partir de qualquer território que lhe pertença. O ataque, a partir de um território, somente pode ser executado em um território adversário que tenha fronteiras em comum, ou se estão ligado através de uma linha pontilhada. Cada jogador pode atacar um território adversário quantas vezes achar necessário para conquista-lo, até ficar só um exército no seu território ou, até quando achar conveniente não atacar.
No ataque, o número de exércitos que o jogador usará em cada batalha, será igual ao número de exércitos situados no território atacante - 1 (menos um), que é o exército de ocupação. Onde 3 é o número máximo de exércitos participantes em cada ataque, mesmo que o número de exércitos possuídos no território seja superior. O jogador atacante jogará a quantidade de dados igual aos exércitos participantes da batalha, o mesmo ocorrendo com o jogador da defesa. Assim, se o atacante usar 3 exércitos contra um da defesa, ele jogará 3 dados contra um do defensor. Na defesa, o número de exércitos que o jogador usará, é de no máximo 3 e no mínimo 1 (podendo utilizar inclusive o exército de ocupação).

### Objetivos
Cada jogador recebe uma missão dentre os 14 existentes. No caso do número de jogadores ser inferior a 6, os objetivos relacionados com as cores dos exércitos não participantes devem ser retirados do sorteio.
Seguem todos os objetivos do jogo:
– Conquistar na totalidade a EUROPA, a OCEANIA e mais um terceiro.
– Conquistar na totalidade a ÁSIA e a AMÉRICA DO SUL.
– Conquistar na totalidade a EUROPA, a AMÉRICA DO SUL e mais um terceiro.
– Conquistar 18 TERRITÓRIOS e ocupar cada um deles com pelo menos dois exércitos.
– Conquistar na totalidade a ÁSIA e a ÁFRICA.
– Conquistar na totalidade a AMÉRICA DO NORTE e a ÁFRICA.
– Conquistar 24 TERRITÓRIOS à sua escolha.
– Conquistar na totalidade a AMÉRICA DO NORTE e a OCEANIA.
– Destruir totalmente OS EXÉRCITOS AZUIS.
– Destruir totalmente OS EXÉRCITOS AMARELOS.
– Destruir totalmente OS EXÉRCITOS VERMELHOS.
– Destruir totalmente OS EXÉRCITOS PRETOS.
– Destruir totalmente OS EXÉRCITOS BRANCO.
– Destruir totalmente OS EXÉRCITOS VERDES.

### Territórios
Cada região possui uma cor no mapa, que estão divididos em territórios, e que também possuem exércitos extras por rodada após serem conquistados.
| América do Sul (verde, 2) - Brasil - Argentina/Uruguai - Colômbia/Venezuela - Peru/Bolívia/Chile América do Norte (laranja, 5) - México - Califórnia - Nova Iorque - Labrador - Ottawa - Vancouver - Mackenzie - Alasca - Groenlândia | Europa (azul, 5) - Islândia - Inglaterra - Suécia - Alemanha - Espanha/Portugal/França/Itália - Polônia/Iugoslávia - Moscou África (rosa, 3) - Argélia/Nigéria - Egito - Congo - Sudão - Madagascar - África do Sul | Ásia (amarelo, 7) - Oriente Médio - Aral - Omsk - Dudinka - Sibéria - Tchita - Mongólia - Vladivostok - China - Índia - Japão - Vietnã Oceania (vermelho, 2) - Bornéu - Sumatra - Nova Guiné - Austrália |

## Probabilidades nos dados
O número de dados lançados variam apenas no ataque, conforme o número de exércitos que ele possui, para que as probabilidades sejam iguais para defesa e ataque.

### Territórios com dois exércitos
Vejamos as probabilidades dos combates 2x2 e 3x2:
- No combate 2x2, a estatística é de 45% para a defesa vencer duas vezes, 32% para a defesa vencer uma vez e o ataque vencer uma vez, e 23% para o ataque vencer duas vezes.
- No combate 3x2 a estatística é de 29% para a defesa vencer duas vezes, 34% para a defesa vencer uma vez e ataque vencendo uma vez, e 37% para o ataque vencer duas vezes.

## Versões

### War (e War Edição Especial)
Recomendado pelo fabricante para três a seis jogadores a partir de 10 anos de idade. A Edição especial é a única edição que contém miniaturas de soldados e tanques que facilitam o jogo. As regras não se modificam dos outros "wars".

### War Júnior
No War Júnior, desenhado para dois a quatro jogadores, não há cartas (e portanto não há trocas); não há nenhuma vantagem específica em ter o controle de um continente (exceto para cumprir objetivos); a cada rodada os jogadores recebem exatamente três novos exércitos, independentemente de quantos territórios tenham; e há um sistema alternativo de ataque a territórios ("mísseis") que independe da existência de exércitos atacantes, e é limitado pela distância geométrica (definida com a ajuda de uma espécie de compasso de cartolina) em vez de por fronteiras geográficas. As mudanças de regras tornam o jogo mais rápido e mais fácil de aprender do que a versão clássica, oferecem algumas novas estratégias e novas táticas, mas ainda deixam o jogo profundamente dependente da sorte.

### War II
Com regras um pouco mais complexas do que o jogo clássico, o War II introduz novos elementos, como combate aéreo, centros estratégicos, espionagem, mais objetivos, dando mais alternativas estratégicas e nova dinâmica ao jogo. É recomendado para jogadores a partir de 12 anos.
O ataque aéreo surgiu da necessidade de diminuir um pouco as pilhas enormes que inevitavelmente se formam quando jogadores experientes jogam entre si tornando o jogo infindável.
O War II apresenta um território a mais que a versão anterior, Cuba e alterações no remanejamento dos territórios.
Esta variante foi criada por Mário Seabra, Carlos Seabra e Fernando Moraes Fonseca Jr. em 1981.

### War: Império Romano
Esta é a edição mais recente do jogo War, lançada em julho de 2007 pela Grow em comemoração ao 35 anos de lançamento do original. Ela utiliza um tabuleiro composto de províncias e domínios do antigo Império Romano, em torno do mar Mediterrâneo, retratando a época de sua máxima expansão (ano 140 d.C.), com territórios tanto na Europa, como na África e na Ásia. Ao invés de utilizar tanques e exércitos, esta edição oferece legiões (exércitos), que são compostas por legionários (uma legião), cavaleiros (três legiões) e catapultas (dez legiões) como peças para os jogadores. As províncias têm o nome escrito em latim e as regiões estão denominadas em português.

### War: Batalhas mitológicas
Baseado em disputas épicas na Grécia Antiga. Jogabilidade com quatro exércitos, objetivo secreto e outros.

### War Digital
Uma versão digital foi lançada em 2015, podendo ser jogada em tablets e computadores. Desenvolvido pela Sioux, o jogo permite que amigos joguem pela internet ou que o jogador jogue contra a máquina.

### Versões não-oficiais
Criada por um designer carioca, a versão não oficial do jogo, denominada War in Rio, procurava tratar da realidade da cidade do Rio de Janeiro, substituindo o mapa mundial pelo mapa do Rio de Janeiro, os territórios tradicionais por bairros e favelas cariocas, e os exércitos sem nome por facções criminosas ligadas ao tráfico de drogas, por milícias e pelo BOPE. O jogo teve repercussão na mídia. Apesar disso, foram publicadas apenas algumas fotos do trabalho do designer, que afirmou que o objetivo não era a comercialização do produto ou fazer apologia ao crime organizado.
Criada por um estudante potiguar, uma outra versão não oficial do jogo, chamada War Cabra da Peste, foi criada a partir das ideias de amigos. Nessa versão o mapa utilizado era o do Estado do Rio Grande do Norte com algumas cidades pequenas compartilhando o mesmo território. O jogo conta com pontos estratégicos e regiões que funcionam como os continentes representadas pelas quatro mesorregiões que compõem o Estado. Com objetivos únicos e bônus de dominação para o mapa, esse produto também não foi feito para a comercialização.